# Плазмон
Плазмо́н — квазічастинка у твердому тілі, якою описуються узгоджене розповсюдження поздовжньої електромагнітної хвилі та колективних коливань електронного газу.
Свою назву плазмон отримав від схожих коливань, які спостерігаються в плазмі газових розрядів. Взагалі, газ вільних електронів у металах часто називають холодною плазмою.

## Плазмова частота
Поздовжні електромагнітні хвилі з огляду на третє
рівняння Максвела можуть розповсюджуватися
в середовищі лише при виконанні умови
{\displaystyle \varepsilon (\omega )=0},
де {\displaystyle \omega } частота електромагнітної
хвилі, а {\displaystyle \varepsilon (\omega )} -
діелектрична проникність середовища. Саме цією умовою
визначається частота плазмонів у металах.
У моделі Друде, згідно з якою провідник описується
газом вільних електронів, що не взаємодіють між
собою, а позитивний заряд іонних остовів вважається
рівномірно розподіленим, плазмони існують на частоті
{\displaystyle \omega _{p}={\sqrt {\frac {4\pi e^{2}N}{m}}},},
де {\displaystyle e} — заряд вільного електрона,
{\displaystyle m} — маса електрона, {\displaystyle N}
— густина вільних електронів у газі. Ця частота
називається плазмовою частотою.
Плазмова частота визначає верхню частоту, вище якої
електромагнітні хвилі починають проникати в метал
і метал стає прозорим. Для більшості металів ця
частота лежить в ультрафіолетовій області.